# Qunu
Qunu es una pequeña población de Sudáfrica, en la provincia del Cabo Oriental, a unos 32 km al suroeste de Mthatha (antiguamente Umtata), en la carretera entre dicha ciudad y Butterworth.
El lugar de Mvezo en el río Mbashe está cerca del lugar donde nació Nelson Mandela, siendo Qunu donde creció y donde posteriormente se retiró tras dejar su cargo de Presidente de Sudáfrica en 1999. En este pueblo es donde el padre de Nelson Mandela se instaló tras ser depuesto como jefe de Mvezo. En su autobiografía Long Walk to Freedom, Mandela cita a Qunu como el lugar donde ocurrieron los momentos más felices de su infancia. En Qunu se encuentra también un museo dedicado a Nelson Mandela y es, además, donde está enterrado, junto a tres de sus hijos y demás familiares.